# 키들링턴

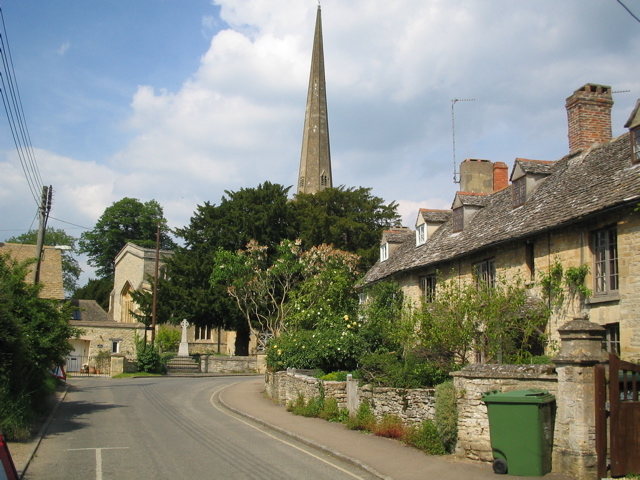
키들링턴의 처치 스트리트

키들링턴(Kidlington)은 잉글랜드 옥스퍼드셔주의 도시이다. 2011년 기준으로 인구는 13,723명이다.